# Karl Ludwig Roth (Philologe, 1790)

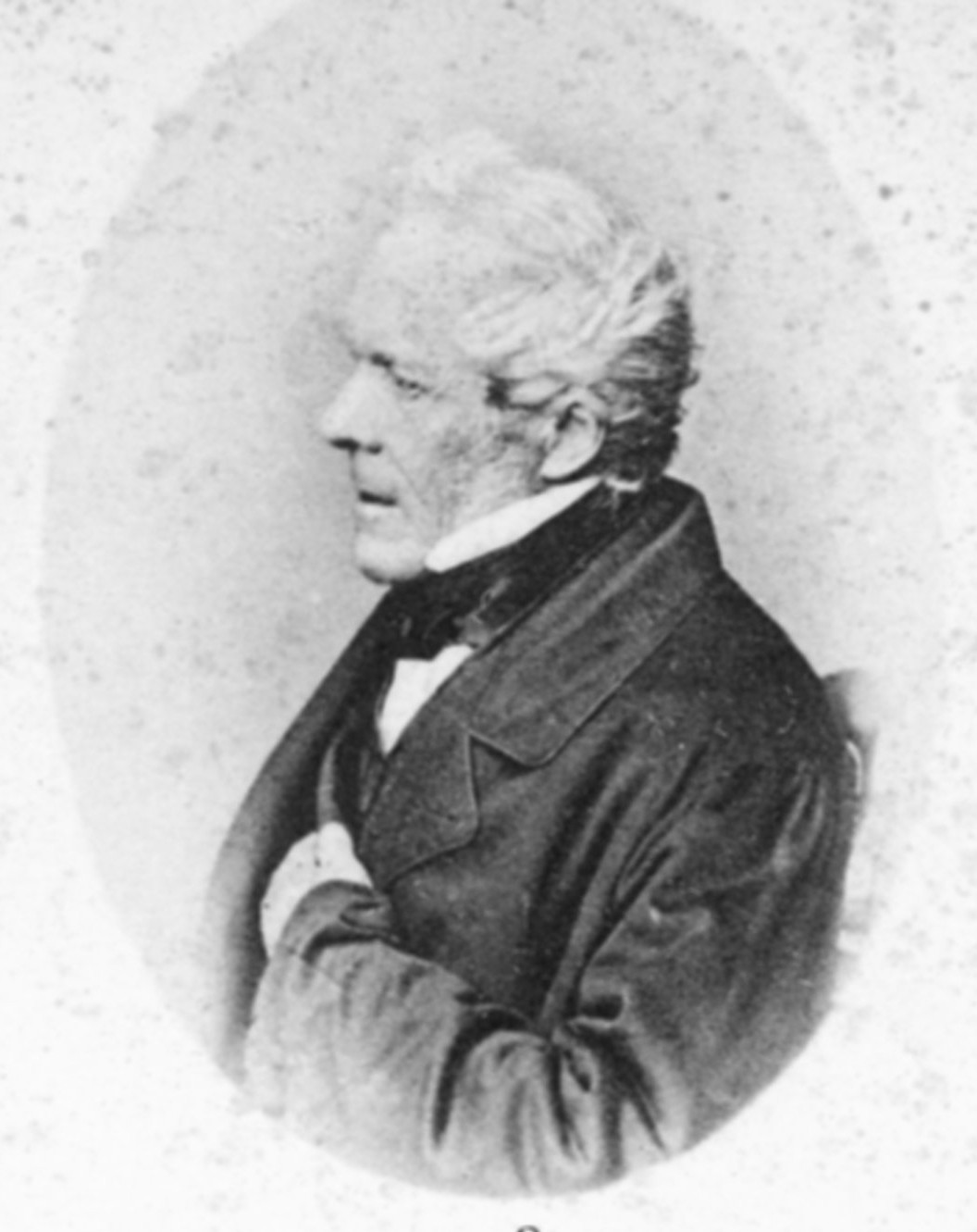
Karl Ludwig Roth

Karl Ludwig Roth, ab 1850 von Roth, (häufig auch Carl Ludwig Roth; * 7. Mai 1790 in Stuttgart; † 6. Juli 1868 in Untertürkheim) war ein deutscher Pädagoge und Klassischer Philologe. 

## Leben
Roth war der Sohn des Stuttgarter Gymnasialprofessors Christoph Friedrich Roth (1751–1830). Er absolvierte des Stuttgarter Gymnasium. 1807 kam er an die Universität Tübingen und das Tübinger Stift. Dort widmete er sich dem Studium der Philosophie und Theologie sowie im Privatstudium der Philologie. 1812 schloss er seine Universitätsstudien ab. Zunächst trat er seinem Vater als Assistent zur Seite, folgte jedoch zum 7. Oktober 1821 einem Ruf als Professor und Rektor an das Nürnberger Gymnasium. Er sollte das Gymnasium wieder einem besseren Zustand zuführen. 1823 führte er den Sing- und Turnunterricht am Gymnasium ein, was ihm anschließend einige Anfeindungen einbrachte.
Roth wurde 1843 Ephorus des Evangelischen Seminars Schöntal. Nachdem ihn der befreundete Gustav Schwab ermunterte, sich am Stuttgarter Gymnasium um das Amt des Rektors zu bewerben, trat er dieses Amt am 23. Mai 1850 an. Gleichzeitig wurde er Mitglied der Oberstudienbehörde. Bis 1856 war er Mitglied des Studienrates. Am 28. September 1858 wurde er in den Ruhestand versetzt.
Roth habilitierte sich 1859 an der Universität Tübingen. Er lehrte als Privatdozent römische Satiriker, Tacitus und Quintilian, über griechisch-römische Rhetorik, über Ciceros Partitiones oratoriae und über die Rhetorik des Aristoteles. Im Herbst 1867 gab er die Lehre auf und zog sich auf seinen Landsitz zurück.

## Ehrungen
- 1843: Ehrenbürgerwürde der Stadt Nürnberg
- 25. August 1843: Ehrendoktorwürde der Universität Erlangen (Dr. theol. h.c.)[1]
- 1850: Ritterkreuz des Ordens der Württembergischen Krone[2]
- 28. September 1858: Verleihung des Titels Prälat

## Werke (Auswahl)
- Emendationes Tacitanae, Campe, Nürnberg 1833.
- Das Gymnasial-Schulwesen in Bayern zwischen den Jahren 1824 und 1843: Berichte und Betrachtungen, Liesching, Stuttgart 1845.
- Zur Theorie und innern Geschichte der Römischen Satire, Weise, Stuttgart 1848.
- Kleine Schriften pädagogischen und biographischen Inhalts, 2 Bände, Steinkopf, Stuttgart 1857.
- Gymnasial-Pädagogik, Steinkopf, Stuttgart 1865.
- Von alter und neuer Rhetorik: ein Beitrag zur Charakteristik unserer Zeit, Liesching, Stuttgart 1867.